# Under Great White Northern Lights
Under Great White Northern Lights — документальный фильм и второй концертный альбом американской альтернативной группы The White Stripes, изданы в 2010 году. Фильм, спродюсированный Эмметтом Маллоем, рассказывает о летнем туре группы 2007 года по Канаде и содержит живую запись концерта и футаж. Альбом включает в себя различные записи со всего тура. Альбом был выпущен как на CD, так и на грампластинке. Фильм был выпущен на DVD и Blu-ray в одно время с альбомом. Также было доступно специальное издание в виде бокс-сета. CD, грампластинка, DVD, диск Blu-ray и бокс-сет были выпущены 16 марта 2010 года.
Альбом занял 5-е место в Billboard 200, 4-е в Rock Albums и 3-е в Alternative Albums.

## Список композиций
Все песни написаны Джеком Уайтом, за исключением отмеченных.
| №   | Название | Длительность |
| --- | --- | ------------ |
| 1.  | «Let’s Shake Hands» | 3:11         |
| 2.  | «Black Math» | 3:06         |
| 3.  | «Little Ghost» | 2:23         |
| 4.  | «Blue Orchid» | 2:55         |
| 5.  | «The Union Forever» (Уайт, Пепе Гизар)                                                                                           | 4:26         |
| 6.  | «Ball and Biscuit» (объединяет отрывки песен «I Believe I'll Dust My Broom» и «Phonograph Blues», написанных Робертом Джонсоном) | 3:07         |
| 7.  | «Icky Thump» | 4:12         |
| 8.  | «I’m Slowly Turning Into You» | 5:32         |
| 9.  | «Jolene» (Долли Партон) | 3:54         |
| 10. | «300 M.P.H. Torrential Outpour Blues»                                                                                            | 4:52         |
| 11. | «We Are Going to Be Friends» | 2:24         |
| 12. | «I Just Don’t Know What to Do with Myself» (Бёрт Бакарак, Хал Дэвид)                                                             | 3:10         |
| 13. | «Prickly Thorn, But Sweetly Worn»                                                                                                | 3:23         |
| 14. | «Fell In Love with a Girl» | 2:26         |
| 15. | «When I Hear My Name» | 2:40         |
| 16. | «Seven Nation Army» | 7:29         |

## Музыканты
- Джек Уайт — вокал, гитара, клавишные, синтезатор
- Мэг Уайт — ударные, перкуссия, вокал

## Позиции в чартах
| Чарт                     | Пиковая позиция |
| ------------------------ | --------------- |
| Германия                 | 41              |
| Billboard 200 (США)      | 11              |
| Alternative Albums (США) | 3               |
| Rock Albums (США)        | 4               |